# Бриф
Бриф (на английски: brief) е кратка писмена форма на взаимно съгласие и споразумение между рекламодател и рекламист, в което се обявяват основните параметри на бъдещата рекламна кампания.

## Видове
- Медия-бриф – за планиране и провеждане на рекламни кампании,
- Креативен бриф – на създаден рекламен продукт,
- Експертен бриф (бриф на създаване и въвеждане в нова търговска марка) – притежава анкетна част, предложения на клиента, отчасти маркетингови изследвания, предшества го брандирането – създаването и поддържането на търговска марка.